# Żeglarz (1938)
Żeglarz – polski holownik Marynarki Wojennej II RP, jednostka bliźniacza „Kapra”. Po wejściu do służby podporządkowany Dowództwu Morskiej Obrony Wybrzeża.
Po rozpoczęciu kampanii wrześniowej holownik był bombardowany przez niemieckiego Junkersa Ju 87, lecz nie został uszkodzony. Następnie po dopłynięciu do Oksywia został samozatopiony przez załogę. Podniesiony z dna przez wojska niemieckie, został wcielony do Kriegsmarine, gdzie został przemianowany na „Glettkau” (niem. nazwa Jelitkowa). W marcu 1945 roku  został przejęty przez Brytyjczyków, a następnie w 1946 roku oddany w Kilonii Polskiej Misji Morskiej, w stanie zdekompletowanym. Po powrocie do Gdyni 28 lutego 1946 roku , „Żeglarz” i „Kaper” zostały podporządkowane Głównemu Urzędowi Morskiemu. W 1952 roku holownik stracił nazwę „Żeglarz” na rzecz numerów taktycznych (BG-2 w 1952 oraz H-2 w 1957). W 1967 roku wycofany z listy jednostek Polskiej Marynarki Wojennej, a dwa lata później wraz z Kaprem I został zezłomowany.